# My Feet Keep Dancing
A My Feet Keep Dancing című dal a 3. és egyben utolsó kimásolt kislemeze az amerikai Chic diszkócsapatnak, mely Risqué című stúdióalbumukon található. A dalban Luci Martin, Bernard Edwards Fayard Nicholas, Eugene Jackson és Sammy Warren közreműködött.

## Megjelenések
7"  ES Atlantic – 45-1931
- A	My Feet Keep Dancing	3:51
- B	Will You Cry (When You Hear This Song)	4:05

## Slágerlista
1980 januárjában a dal az angol kislemezlistán 9 hétig volt slágerlistás helyezett a 21. helyen.[forrás?] Az amerikai listára viszont nem sikerült bejutnia, de a Top 40-es R&B listán így is a 42. helyig jutott.[forrás?] A diszkó slágerlistán a teljes verziós változat a Good Times és My Forbidden Lover című dalokkal együtt szerepelt a 3. helyen.[forrás?]

## Feldolgozások
Az alábbi előadók használták fel az eredeti hangmintákat 

- Paul Simpson - Dance, Let's Dance (Raw Feet Dub) (1997)
- TDN - Why (Vocal Mix) (2000)
- Les Loups - Las Danse: Outro (2014)

## Külső hivatkozások
- Hallgasd meg a dalt a YouTube-on [3]